# Concile de Hertford
Le concile de Hertford se déroule le 24 septembre 672 à Hertford, en Angleterre. Organisé par l'archevêque Théodore de Cantorbéry, il s'agit de la première grande réunion d'évêques anglais. Les décisions de ce concile sont reproduites par Bède le Vénérable dans son Histoire ecclésiastique du peuple anglais.

## Participants
Outre Théodore, cinq évêques assistent à ce concile :
- Bifus, évêque des Angles de l'Est[1] ;
- Leuthère, évêque des Saxons de l'Ouest[2] ;
- Putta, évêque de Rochester[3] ;
- Wilfrid, évêque des Northumbriens ;
- Wynfrith, évêque des Merciens[4].

Ces évêques représentent les cinq grands royaumes anglo-saxons : l'Est-Anglie, le Wessex, le Kent, la Northumbrie et la Mercie.

## Décisions
Les décisions du concile sont organisées en dix chapitres :
- le chapitre I fixe la date de Pâques au « dimanche après la quatorzième lune du premier mois[5] » ;
- le chapitre II interdit aux évêques de se mêler des affaires des autres diocèses[5] ;
- le chapitre III interdit aux évêques de se mêler des affaires des monastères ou d'en saisir les biens[6] ;
- le chapitre IV interdit aux moines de quitter leur monastère pour un autre, sauf si leur abbé le permet[6] ;
- le chapitre V interdit aux prêtres de quitter leur diocèse, sauf si leur évêque le permet, sous peine d'excommunication[6] ;
- le chapitre VI interdit aux évêques et prêtres en voyage hors de leur diocèse d'exercer leurs fonctions sacerdotales, sauf si l'évêque local le permet[6] ;
- le chapitre VII propose l'organisation de conciles le 1er août de chaque année en un lieu nommé Clofesho[6] ;
- le chapitre VIII demande aux évêques de respecter l'ordre de précédence normal, selon la date de leur sacre, et de ne pas faire preuve d'ambition[6] ;
- le chapitre IX suggère la nécessité de nommer davantage d'évêques, sans qu'aucune décision concrète ne soit prise à ce sujet[6] ;
- le chapitre X concerne le mariage[6].

## Conséquences
Dans les faits, les dispositions du chapitre VII ne semblent pas avoir été appliquées, même si plusieurs conciles sont organisés à Clofesho tout au long des VIIIe et IXe siècles. En revanche, Théodore applique les dispositions du chapitre IX en créant de nouveaux évêchés dans les années qui suivent à partir des vastes diocèses d'Est-Anglie, de Mercie et de Northumbrie.